# Contre la bande dessinée : Choses lues et entendues
Contre la bande dessinée : Choses lues et entendues est un album de Jochen Gerner publié en 2008 aux éditions de L'Association.

## Analyse
Contre la bande dessinée est une compilation très serrée de courts textes assemblés dans la page : des points de vue pour ou contre la bande dessinée, parfois extraits d'un livre, référencés et signés, parfois anonymes. Notamment bien sûr des banalités qu'il a collectées durant des années, des truismes condescendants à l'encontre de cette discipline, cette supposée sous-littérature, ce sous-genre, cet art de seconde zone. En contrepoint de ces textes, des images, des centaines d'images au trait noir. Des petites vignettes, de un ou deux centimètres de côté parfois, tracées d'un trait constant, un peu épais, légèrement tremblé et irrégulier (comme celui d'une gravure sur bois). Un vocabulaire graphique réduit à presque rien : point, ligne, tirets, triangle, carré ou bien rectangle, cercle ou ovale, à la rigueur rectangle ovalisé. Et des onomatopées, évidemment.
L'ouvrage de Jochen Gerner se distingue quant à lui de cette mise en scène de soi. Il est en effet plus proche d'une autre tendance du catalogue de L'Association, représentée par l'OuBaPo (Ouvroir de Bande dessinée Potentielle) : le jeu formel sur la bande dessinée et ses codes, comme la poésie joue avec la langue. Gerner  Le contraste violent entre la pauvreté et la fatuité intellectuelle de certaines de ces phrases, les approximations et la méconnaissance qu'elles charrient à propos du medium et la simplicité graphique les tournant en ridicule est saisissant et rafraîchissant tout à la fois.
Titre provocateur est à double tranchant : il ne sous-entend pas vraiment que Gerner a réalisé là un pamphlet “contre” le Neuvième Art.

## Construction de l'album
Jochen Gerner a pendant de longues années et en prévision de cet ouvrage, recueilli des centaines de citations, de propos ou d’extraits de presse évoquant la Bande Dessinée, la BD ou la Bédé (propos faisant le plus souvent preuve de mépris, de condescendance, d’incompréhension totale ou de profonde bêtise), et a réorchestré cette matière dans une réflexion en images qui en dit plus long sur la perception de la bande dessinée dans notre culture. Extraits de conversations, d'ouvrages théoriques, de romans, de journaux ou de magazines rapprochés thématiquement et illustrés en les limitant à un sens premier, immédiat.